# Promesosternus
Promesosternus är ett släkte av insekter. Promesosternus ingår i familjen gräshoppor.
Kladogram enligt Catalogue of Life:
| Promesosternus | \| \| Promesosternus himalayicus \| \| \| \| \| \| Promesosternus vittatus \| \| \| \| |
|                | \| \| Promesosternus himalayicus \| \| \| \| \| \| Promesosternus vittatus \| \| \| \| |
|                | Promesosternus himalayicus                                                             |
|                |                                                                                        |
|                | Promesosternus vittatus                                                                |
|                |                                                                                        |